# Ammothereva splendida
Ammothereva splendida är en tvåvingeart som först beskrevs av Krober 1912.  Ammothereva splendida ingår i släktet Ammothereva och familjen stilettflugor. Inga underarter finns listade i Catalogue of Life.